# Peter Krützner
Peter Krützner (6. května 1866 Lovosice – 23. září 1923 Lovosice) byl rakouský a český zemědělec a politik německé národnosti, na počátku 20. století poslanec Českého zemského sněmu a Říšské rady.

## Biografie
Profesí byl rolníkem v Lovosicích. Vystudoval obecnou a měšťanskou školu. Angažoval se ve veřejném a hospodářském životě. Byl předsedou Ústředního svazu německých zemědělských družstev v Čechách (Zentralverband). Byl členem zemské zemědělské rady, kuratoria zemské vyšší zemědělské školy v České Lípě a zemědělské školy v Litoměřicích. Čestné občanství mu udělila obec Kvítkov. Byl rovněž čestným členem mnoha spolků.
Na počátku století se zapojil i do zemské a celostátní politiky. V doplňovacích volbách roku 1904 byl zvolen do Českého zemského sněmu v kurii venkovských obcí (volební obvod Česká Lípa, Mimoň, Bor, Cvikov). Mandát za týž obvod obhájil i v řádných volbách v roce 1908. Byl členem Německé agrární strany. Po roce 1908 se ovšem sněm kvůli obstrukcím již fakticky nescházel.
Roku 1904 nastoupil též do Říšské rady (celostátní zákonodárný sbor), kam usedl 17. listopadu 1904 po doplňovacích volbách místo zesnulého Wilhelma Niesiga v kurii venkovských obcí, obvod Česká Lípa atd. Ve vídeňském parlamentu obhájil křeslo i v řádných volbách roku 1907, nyní již konaných podle všeobecného a rovného volebního práva. Zvolen byl za obvod Čechy 106. Za týž obvod byl zvolen i ve volbách roku 1911.
V roce 1906 se uvádí jako jeden z osmi poslanců Říšské rady za skupinu Freier Verband alldeutscher Abgeordneter, která po rozkolu ve Všeněmeckém sjednocení sdružovala stoupence politiky Karla Hermanna Wolfa, tzv. Freialldeutsche Partei, později oficiálně Německá radikální strana (Deutschradikale Partei). Po volbách roku 1907 se v parlamentu zapojil do poslaneckého klubu Německý národní svaz, v jehož rámci reprezentoval Německou agrární stranu.
Po válce zasedal ještě v letech 1918–1919 coby poslanec Provizorního národního shromáždění Německého Rakouska (Provisorische Nationalversammlung).
Zemřel v září 1923.